# Пардоши (Бузау)
Пардоши (рум. Pardoşi) насеље је у Румунији у округу Бузау у општини Пардоши. Oпштина се налази на надморској висини од 324 m.

## Становништво
Према подацима из 2002. године у насељу је живело 578 становника, од којих су сви румунске националности.

### Хронологија
| Година       | 1992 | 1993 | 1994 | 1995 | 1996 | 1997 | 1998 | 1999 | 2000 | 2001 | 2002 | 2003 | 2004 | 2005 | 2006 | 2007 | 2008 | 2009 | 2010 | 2011 | 2012 | 2013 | 2014 | 2015 | 2016 | 2017 |
| ------------ | ---- | ---- | ---- | ---- | ---- | ---- | ---- | ---- | ---- | ---- | ---- | ---- | ---- | ---- | ---- | ---- | ---- | ---- | ---- | ---- | ---- | ---- | ---- | ---- | ---- | ---- |
| Становништво | 687  | 680  | 633  | 624  | 607  | 603  | 588  | 588  | 563  | 556  | 533  | 522  | 526  | 515  | 500  | 487  | 496  | 479  | 461  | 450  | 481  | 443  | 422  | 402  | 420  | 396  |